# 회랑정 살인사건
《회랑정 살인사건》(일본어: 回廊亭殺人事件)은 히가시노 게이고의 1991년작 장편 추리소설이다. 원서는 1991년에 처음 출간되었고, 1994년에 문고판으로 간행되었다. 대한민국에는 2008년 랜덤하우스코리아(현 알에이치코리아)에서 임경화 번역으로 출간되었다.
본래 제목은 '회랑정의 살인(回廊亭の殺人)'이었으나 문고판이 나오면서 현재의 제목으로 변경되었다.

## 시놉시스
대재벌 이치가하라 다카아키가 죽는다. 사십구재를 치르고 그의 막대한 유산을 분배하는 유언장을 공개하기 위해, 복도가 길게 이어진 여관 '회랑정(回廊亭)'에서 이치가하라가의 친족 모임이 열린다. 한편 반 년 전 모임 때 회랑정에서는 방화 사건이 일어났고, 다카아키의 비서 기리유 에리코는 그때 연인 사토나카 지로를 잃었다. 사건은 지로의 동반자살로 결론지어졌지만, 에리코는 당시 회랑정에 묵었던 친족에게 살해당한 것으로 생각한다. 그래서 거짓으로 자살한 후 혼마 기쿠요라는 이름의 노파로 분장하여 사십구재에서 범인을 찾아내기로 한다.
에리코는 미리 준비한 자신의 유서를 꺼내 다카아키의 유언장과 함께 동반자살 사건의 비밀을 밝히겠다고 선언한다. 그리고 그날 밤 다카아키의 조카딸 유카가 에리코의 방에 침입해 유서를 훔쳐낸다. 유카가 범인이라고 생각한 에리코는 그녀의 방에 숨어들지만 유카는 이미 또 다른 누군가에게 살해된 후였다. 살인사건이 발생하며 회랑정의 모두가 의심받게 되고 에리코는 경찰의 수사망을 피해 진짜 범인을 찾아야 한다.

## 등장인물

### 외부 인물
- 기리유 에리코(桐生枝梨子 기류 에리코[*]): 화자. 사업가 이치가하라 다카아키의 비서. 예쁘지 않은 외모 때문에 연애에 실패했고, 대신 능력을 쌓아 비서 자리를 얻었다.
- 사토나카 지로(里中二郎): 에리코의 연인이었으나, 반년 전 교통사고를 낸 다음날 회랑정 화재로 사망했다. 고아원에서 자랐으며 에리코와 비교되는 상당한 미남이었다.
- 야자키(矢崎): 관할 경찰서의 경감. 안경을 쓴 냉철한 수사관. 살인사건의 범인을 내부인의 소행으로 단정짓는다.
- 다카노(高野): 야자키 경감의 부하 형사.
- 혼마 기쿠요(本間菊代): 마에바시시에 거주하는 노파. 남편 시게타로가 죽은 후, 에리코를 제외하면 주변인과의 교류 없이 홀로 지냈다.
- 혼마 시게타로(本間重太郎): 기쿠요의 남편으로, 이치가하라 다카아키의 학교 선배. 조언자로서 다카아키의 사업에 도움을 주었다. 1년 반 전 심근경색으로 사망했다.

### 이치가하라가
- 이치가하라 다카아키(一ケ原高顕): 이치가하라가의 첫째. 거물 사업가로서 공사 구분이 엄격했던 인격자. 1년 반 전 암으로 쓰러진 뒤, 투병하다가 사망했다.
- 이치가하라 소스케(一ヶ原蒼介): 이치가하라가의 셋째. 대학 교수. 형 다카아키의 도움으로 직업을 얻었다.
- 이치가하라 나오유키(一ヶ原直之): 이치가하라가의 다섯째. 형 다카아키의 회사에서 일했으며 형이 죽은 후 사업을 물려받았다. 최근까지 미국 지사에서 근무했다. 다카아키와는 어머니가 다르다.
- 후지모리 요코(藤森曜子): 이치가하라가의 넷째. 나오유키와 같은 어머니에게서 태어났다. 갈색으로 염색한 머리를 가진 이국적인 외모의 소유자. 남편은 자수성가한 사업가로 정치 입문을 준비하고 있다.
- 이치가하라 기요미(一ヶ原紀代美): 이치가하라가의 둘째며느리로, 다카아키의 동생의 아내. 남편은 3년 전에 죽었다. 거만한 성격.
- 이치가하라 다케히코(一ヶ原健彦): 소스케의 아들. 연극 관련 일을 하고 있으나 아직 독립하지는 못했다. 유카를 좋아하고 있다.
- 이치가하라 유카(一ヶ原由香): 기요미의 딸. 유복한 인상의 아가씨.
- 후지모리 가나에(藤森加奈江): 요코의 딸. 야성적인 매력의 미인.
- 고바야시 마호(小林真穂): 회랑정의 지배인. 젊은 인상의 중년 여성으로, 경영자인 다카아키의 애인이었다.
- 후루키(古木): 다카아키의 고문변호사를 맡고 있던 깡마른 노인.
- 아지사와 히로미(鯵沢弘美): 후루키 변호사의 조수. 예쁘장한 외모의 남성.
- 가쓰코: 20여 년 전 다카아키와 내연 관계였던 무명 연극배우. 다카아키와 헤어진 후 어느 밴드 가수와 결혼했다.

## 드라마판

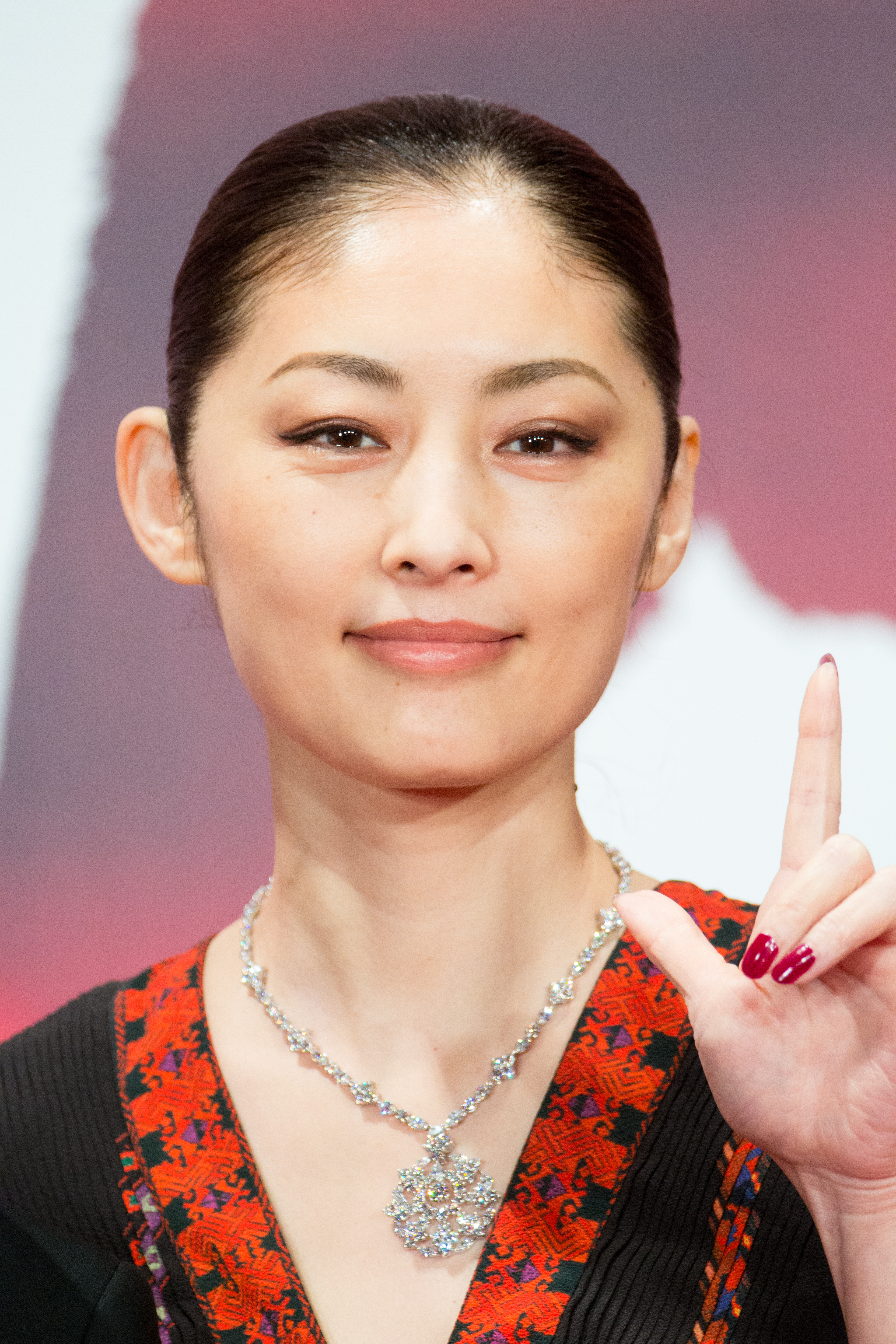
주인공 혼마 미요코 역의 토키와 타카코.

《회랑정 살인사건》은 2011년 후지 TV에서 히가시노 게이고 3주 연속 스페셜(東野圭吾3週連続スペシャル)의 세 번째 기획으로 TV 드라마로 만들어졌다. 오키 시즈카(旺季志ずか)가 시나리오를 썼고 야마모토 다케요시(山本剛義)가 연출했다. 2011년 6월 24일 방송되었다.
원작인 소설과 비교하여, 주인공 에리코가 할머니 혼마 기쿠요가 아닌, 미국에서 온 기쿠요의 딸 혼마 미요코로 변장한다는 점, 아지사와 히로미가 마지막 날에 가서야 등장한다는 점 등이 크게 다르다.
캐스팅은 다음과 같다.
- 토키와 타카코 - 기리유 에리코 / 혼마 미요코 역
- 다나카 게이 - 사토나카 지로 역 역
- 나이토 다카시 - 야자키 경부 역
- 기타무라 소이치로 - 이치가하라 다카아키 역
- 이부 마사토 - 이치가하라 소스케 역
- 다나카 데쓰지 - 이치가하라 나오유키 역
- 조 다미야스 - 이치가하라 다케히코 역
- 가타하라 나기사 - 이치가하라 기요미 역
- 이리키 마리 - 이치가하라 유카 역
- 마쓰오 사토루 - 다카노 형사 역
- 도요타 마호 - 후지모리 요코 역
- 도쿠나가 에리 - 후지모리 가나에 역
- 고쿠쇼 사유리 - 고바야시 마호 역
- 히라이즈미 세이 - 후루키 에이지 역
- 이구치 교코 - 혼마 기쿠요 역
- 후루사와 렌
- 마스다 슈이치로
- 가도노 데쓰로

## 진상
반 년 전 방화 사건을 일으키고, 현재 이치가하라 유카를 죽인 범인은 회랑정 지배인 고바야시 마호이다. 그리고 배후에는 아지사와 히로미가 있었다.
이치가하라 유카는 사실 삼촌인 나오유키를 사랑하고 있었다. 방화 사건 당시 유카는 나오유키의 방 쪽에서 어떤 소리가 나는 것을 들었고, 그 때문에 방화 사건의 범인을 나오유키로 오해했다. 그래서 나오유키를 감싸기 위해 유서를 훔쳤다. 그러나 유카는 방에 돌아오자 마자 유서를 노리고 숨어 있던 마호에게 칼로 찔려 살해당한다. 마호는 유카를 눕혀 자다가 죽은 것처럼 꾸몄지만, 아직 의식이 있었던 유카는 마호를 가리키는 M을 다잉 메시지로 남기려다 도중에 죽어 뒤집어진 N 형상이 된다.
에리코가 사귀었던 사토나카 지로는 사실 가짜였다. 이치가하라 다카아키는 수십 년 전 가쓰코라는 여자와 관계했다 헤어졌고, 가쓰코는 다카아키의 아들을 낳아 고아원에 맡긴다. 그 아들은 사토나카 지로라는 이름으로 성장했다. 다카아키는 죽기 전 아들을 찾기로 하고 비서 에리코가 조사를 시작했다. 그런데 지로는 당시 여행 중이었고, 지로의 고아원 친구였던 아지사와 히로미가 지로의 이름을 대며 에리코를 만났다. 이것은 흥미 본위였으나, 지로의 아버지가 대재벌 다카아키임을 알게 된 히로미는 막대한 유산을 탐내게 된다. 이 무렵 마찬가지로 유산을 노린 고바야시 마호가 히로미에게 접근하였다. 히로미는 마호와 함께 진짜 지로와 에리코를 죽이고 지로의 자리를 빼앗을 계획을 설계했다.
히로미에게는 진짜 친족인 할아버지가 있었다. 히로미는 지로를 속여 회랑정에 묵게 한 다음, 지로의 차로 할아버지를 치어 죽였다. 그리고 지로의 방을 찾아가 그를 독살하고 시체를 에리코의 방에 옮겨놓았다. 개인적인 혐오감 때문에 에리코는 독살하지 않고 대신 목을 졸랐으나, 이 덕분에 에리코는 목숨을 건지게 되었다. 한편 히로미가 도주한 다음, 마호가 방에 불을 질렀다. 마호는 정원을 가로질러 반대편 끝에 있는 종업원 숙소로 재빨리 돌아가야 했다. 그러나 중간에 연못이 있어 C동까지는 복도를 지날 수밖에 없었다. 그래서 비어 있는 C-2 방으로 들어가 유리창을 통해 정원으로 나와 숙소로 돌아갔다. 유카가 들은 소리는 이것이었다. 이후 히로미는 다카아키와 만났고, 다카아키는 그를 후루키 변호사에게 맡겼다.
에리코는 히로미의 공범자가 마호임을 알아낸 뒤, 그녀를 목욕탕으로 불러내어 자신의 정체를 밝히곤 아이스피크로 살해한다. 다음날 야자키 경감은 회랑정 어디에서도 기쿠요의 실제 백발 머리카락이 발견되지 않았음을 증거로 에리코가 변장했음을 간파해낸다. 그러나 그 직후 에리코가 미리 장치한 타이머에 의해 가스관이 폭발하고 회랑정은 불길에 휩싸인다. 복도에서 에리코는 자신이 사랑했던 히로미와 재회한 뒤, 그가 자신을 사랑하지 않았다는 걸 확인하자 그에게 가솔린을 뿌리고 함께 분신자살한다.